# Elke Wehr (Schauspielerin)
Elke Wehr (* 1968 in Tönisvorst bei Krefeld) ist eine deutsche Schauspielerin.
Mit 15 wurde Elke Wehr Miss Niederrhein. Im Jahr 1993 wurde sie durch die Lindenstraße bekannt. Es folgten weitere Rollen in verschiedenen Serien. Ab 1994 nahm sie Schauspiel- und Sprechunterricht und spielte unter anderem in Rollen bei Nikola, Strandqulice, Alarm für Cobra 11, Oliver Geissen, Musical Tarzan & Jane.
2004 spielte sie die Schwester Britta im Fernsehfilm Die Schwarzwaldklinik.